# لوون توانیان
لوون ساموئلی توانیان (ارمنی: Լևոն Սամվելի Թևանյան; زاده ۱۳ سپتامبر ۱۹۷۵ در ایروان) یک موسیقیدان و نوازنده اهل ارمنستان است. 

## زندگی‌نامه
وی در ۱۳ سپتامبر ۱۹۷۵ در ایروان  به دنیا آمد و از مرکز ملی زیبایی‌شناسی هنریک ایگیتیان و کنسرواتوار دولتی کومیتاس ایروان فارغ‌التحصیل گشت. همچنین برندهٔ جوایزی همچون هنرمند مردمی جمهوری ارمنستان (۲۰۱۲) شده‌است.

## گزیده فیلمشناسی
- آرارات

## آلبوم
- Old song New dance

## جستارهای ویژه
- فهرست آهنگسازان ارمنی